# Valdemar Eriksson
Valdemar Eriksson, död senast 1379, var en svensk riddare och riksråd, son till Erik Valdemarsson d.ä. och Ingeborg Knutsdotter (Aspenäsätten). 

## Biografi
Valdemar Eriksson var son till Erik Valdemarsson den äldre och Ingeborg Knutsdotter (Aspenäsätten). Han nämns första gången 1345 och var då riddare. Valdemar Eriksson levde fortfarande 1369.
Båda förde samma vapen som Eriks far: tre stolpvis ställda gående lejon.

### Egendom
Valdemar Eriksson ägde gods i Lagunda härad och i Trögds härad i Uppland, och i Bråbo härad och Kinda härad i Östergötland.

### Familj
Valdemar Eriksson gifte sig första gången senast 1347 med Ingegerd Karlsdotter, troligen dotter till riksrådet, riddaren Karl Orestason (Färla) och Helna Magnusdotter (Bjälboättens oäkta gren).
Han gifte sig andra gången med Helga Anundsdotter (Rörik Birgerssons ätt), dotter av riddaren Anund Röriksson (Rörik Birgerssons ätt) och Cecilia Magnusdotter (Ivar Nilssons ätt). De fick tillsammans sonen häradshövdingen Erik Valdemarsson i Dalarna. Efter Valdemar Erikssons död gifte Helga Anundsdotter om sig med Ya Königsmark.
I sitt andra gifte hade han sonen Erik Valdemarsson d.y., död senast 1396. Denne var gift med Ermegard, som ännu levde 1402 men var död 1403. Erik blev den siste medlemmen av Bjälboätten.